# Estructuralisme (lingüística)
El moviment de l'estructuralisme lingüístic se situa al començament del segle xx i suposa ja l'arrencada de la lingüística moderna. El seu iniciador va ser Ferdinand de Saussure amb el llibre Curs de lingüística general del 1916, que va ser una obra publicada pòstumament per dos dels seus deixebles, que es van basar en anotacions de classe d'estudiants que l'havien escoltat durant els tres darrers anys a la Universitat de Ginebra.
L'estructuralisme sorgeix com una reacció enfront de les recerques lingüístiques comparativistes de la gramàtica comparada, enfront de les recerques diacròniques de la gramàtica històrica i enfront de les recerques positivistes dels neogramàtics.
Aquest nou moviment va proposar, en canvi, una nova concepció dels fets del llenguatge, considerant-los com un sistema en el qual els diversos elements ofereixen entre si una relació de solidaritat i dependència tal que formen una estructura. De totes maneres la noció de llengua com a «sistema» era admesa abans de l'aparició de Saussure; però Saussure, a més de reforçar aquesta idea, va agregar la idea que la llengua és «forma» i no «substància», i que les unitats de la llengua solament poden definir-se mitjançant les seves relacions. L'estructuralisme fundat per Saussure, que parla de «l'estructura d'un sistema», va continuar desenvolupant-se a Europa per lingüistes posteriors, sorgint més tard diverses escoles estructuralistes, com L'Escola de Ginebra, El Cercle Lingüístic de Praga, i l'Escola de Copenhaguen.

## Principals postulats de l'estructuralisme
L'estructuralisme saussurià va influir en gran manera en el desenvolupament de la lingüística posterior al punt que es parla d'una lingüística anterior i posterior a Saussure. A causa que el fet lingüístic és molt complex, perquè hi intervenen múltiples factors de naturalesa fònica, acústica, fisiològica i d'abast tant individual com social, la lingüística no s'ocupa del llenguatge, que és un fenomen ampli, sinó que estudia les relacions que s'estableixen entre els elements que formen part únicament del sistema lingüístic, és a dir, en defineix l'objecte d'estudi, la llengua i la parla en si mateixos.

### Sincronia i diacronia
Saussure va establir la distinció entre aquests dos conceptes. La diacronia atén als canvis lingüístics que se succeeixen al llarg del temps. La sincronia, en canvi, atén a l'estat d'una llengua en un moment donat, fent abstracció del factor temporal. Un estudi sincrònic de la llengua ha de tenir en compte la simultaneïtat dels signes lingüístics dins d'un espai temporal. En aquest sentit, l'estudi sincrònic s'assimilaria a fer una fotografia de la llengua i estudiar-la en la seva imatge estàtica, sense tenir en compte la variabilitat temporal. Llavors, aquest tipus d'estudi proporciona el coneixement d'una llengua en un moment determinat, a partir del qual poden dur-se a terme estudis diacrònics, això és, estudis que en tinguin en compte l'evolució i la història. A l'aula es parla i s'escolta, s'escriu i es llegeix; a més, s'avaluen com es diuen —oralment i per escrit— les coses. És a dir, no només es valoren els continguts sinó també els comportaments comunicatius. Per tant, és fonamental tenir en compte tant els usos «reals» d'ensenyants i aprenents com les expectatives respecte a com cal utilitzar la parla i l'escriptura (l'escolta i la lectura) en el procés d'ensenyament i aprenentatge.
Amb la idea de la sincronia, s'obre la porta a la consideració de la llengua com a conjunt d'elements, cadascun dels quals manté relació amb els restants. Aquesta idea de sincronia es reflecteix en Saussure en la noció de sistema o estructura del llenguatge. Sincronia i diacronia es complementen. Saussure va establir la relació en l'estudi dels signes a partir de dos elements fonamentals: significat i significant.

### El signe lingüístic
El que el signe lingüístic uneix, és un concepte (significat) i una imatge acústica (significant). Per tant, el signe lingüístic és la combinació de tots dos, i és la base de Saussure, segons afirma en el seu curs, parlant d'una ciència nova, la semiologia. El significant és una representació mental dels sons que forma un signe. Ho observem quan ens parlem a nosaltres mateixos mentalment. El significat és la representació mental de la realitat, la interpretació del concepte.
Els signes no apareixen de forma aïllada, sinó que es troben en relació. Saussure va proposar dues relacions:
- Sintagmàtiques (o in praesentia): es donen entre dos signes que són copresents en el discurs.
- Paradigmàtiques (també anomenades associatives o in absentia): s'estableixen entre els signes que són presents i els que són absents.

Per a Saussure, la connexió entre el significat i el significant és arbitrària, és a dir, convencional, socialment construïda. Amb això vol dir que no hi ha cap relació intrínseca entre el so (significant) i el concepte (significat). La forma més evident de comprovar-ho és que en diferents idiomes un mateix concepte rep diferents significants (ex. arbre/tree). Per tant, la connexió entre significant i significat seria producte de la interacció humana.
Saussure creia que els conceptes són productes mentals i no entitats independents de la ment. La idea és que percebem la realitat a través dels conceptes, ja que no tenim accés a aquestes entitats independents, per la qual cosa no es pot assegurar que dues persones tinguin el mateix significat al cap en usar un mateix significant. Els exemples amb colors són molt il·lustratius sobre aquest tema. Per a Saussure no podem estar segurs que estiguem veient la mateixa tonalitat quan usem el significant «vermell». L'adquisició de la noció «vermell» també seria producte de la interacció humana, per la qual, per exemple, en un moment determinat de la nostra vida a un li mostrarien una tonalitat i li dirien que allò és «vermell». En aquest moment es produiria la connexió arbitrària entre el significat (la tonalitat) i el significant («vermell»). Llavors, per a Saussure un pot estar segur d'usar el mateix significant que una altra persona ("vermell") però no que s'estigui veient la mateixa tonalitat, això és, tenint el mateix significat al cap. Segons Saussure, l'única manera de saber que es té el mateix significat seria acudir a les entitats independents de la ment, i en la mesura en què no podem aïllar-nos-hi, la nostra percepció de la realitat es veu mediatitzada pels conceptes que són construccions mentals.
Tot això prova per Saussure que el llenguatge és una institució social. Com en l'últim exemple, els signes adquireixen la funció i el significat a través de la pràctica social i l'intercanvi humà. Quan un signe està socialment establert adquireix estabilitat, per la qual cosa no canvia fàcilment. Així i tot, el significat d'un signe és més probable que canviï amb el context, això és, l'ús social.

### L'estructura del llenguatge
Per a Saussure i els estructuralistes els signes estan interconnectats, de manera que formen l'estructura del llenguatge. En el Curs de lingüística general (1916) Saussure va defensar que el llenguatge és un sistema formal basat en la diferenciació dels elements que el constitueixen. Aquest sistema va ser posteriorment anomenat «estructura», d'aquí que l'aproximació general a aquesta concepció del llenguatge es digui "Estructuralisme".
Per tant, l'estructura del llenguatge es basa en la diferenciació entre els signes. En el cas dels significants, la diferenciació consisteix que el seu so o el seu dibuix (les grafies unides en cert ordre que formen un significant, ex. carrer) són diferents d'altres sons o dibuixos d'altres termes de l'estructura. Respecte al significat, Saussure deia que era abstret a partir de la relació entre els conceptes que formaven l'estructura del llenguatge. Amb això volia dir que el significat no és alguna cosa intrínseca a la paraula, sinó alguna cosa extrínseca respecte als altres significats dins de l'estructura. Per exemple, prenent de nou el significat de «vermell», per Saussure aquest significat s'entendria a partir de les relacions negatives que mantindria amb els altres significats del llenguatge. La idea seria que hom sap què és «vermell» per contrast, dient: no és blau, no és lila, etc., però no només amb els altres colors sinó amb tots els significats, ja que en l'estructura o sistema del llenguatge cada terme (amb el seu significat i significant) està relacionat amb tots els altres al mateix temps.
Això significa que l'estructura del llenguatge no pot ser concebuda de manera atomística, això és, que els seus elements (els signes) puguin separar-se uns d'uns altres. Per això els estructuralistes defensen la perspectiva holística, això és, la idea que les propietats d'un sistema no poden ser determinades o explicades a partir dels seus components aïllats. D'aquí que l'estructura del llenguatge es basi en la relació diferencial entre els termes i que aquests termes no puguin entendre's sense tenir-ne en compte la interconnexió.

## Estructuralisme europeu

### El llegat de Saussure i l'Escola de Praga
El Curs de lingüística general (1916) de Saussure va influir a molts lingüistes entre la primera i la segona Guerra Mundial.
L'Escola de Praga és la més destacada inicialment, amb membres com Roman Jakobson o Nikolái Trubetskói. El seu major llegat dins de l'estructuralisme fa referència a la fonètica. En comptes de fer una llista dels sons que apareixen en el llenguatge, l'Escola de Praga va estudiar com aquests estaven relacionats. En aquest sentit, van determinar que l'inventari de sons d'un idioma pot ser analitzat en termes de contrast. Per exemple, en anglès els sons de /p/ i /b/ representen diferents fonemes perquè existeixen casos on el contrast entre els dos és l'única diferència entre paraules diferents (ex. pat i bat).
Analitzar els sons en termes de contrast també permet fer estudis comparatius. Per exemple, es pot explicar que la dificultat que tenen els japonesos per diferenciar la /r/ i la /l/ en anglès és a causa que aquests sons no es contrasten en japonès. Encara que aquest tipus d'aproximació és avui molt acceptada en lingüística va ser revolucionària en el seu temps. Des de llavors, la Fonologia es convertiria a la base paradigmàtica per a diferents camps d'estudi.
Els treballs seguirien amb una figura cabdal, Louis Hjelmslev (Assajos lingüístics, Prolegómenos d'una teoria del llenguatge), a Dinamarca, o amb Alf Sommerfelt a Noruega.

### A França
A França, Antoine Meillet i el seu deixeble Émile Benveniste continuarien amb el programa de Saussure. El segon ha estat capital, donada a més la seva magnífica formació històrica, i les seves obres són una continuació renovada de les recerques inicials sobre les llengües indoeuropees. Com a gran comparatista renovador, va ser autor d'un important Vocabulari de les institucions indoeuropees. Però els seus escrits en aquest camp es troben recollits en Problemes de lingüística general, toms I i II, col·leccions d'articles magistrals, que són encara font d'inspiració per als estudiosos de les ciències humanes en general.
Émile Benveniste, en ressaltar que l'estructuralisme en realitat parla de l'estructura d'un sistema, assenyala que la llengua ha d'analitzar-se com a unitats que es condicionen mutualmente, i que es distingeix dels altres sistemes possibles per l'arranjament intern de tals unitats: aquest arranjament és el que constitueix la seva estructura.

## Altres figures
Eugenio Coseriu parteix dels estudis de Saussure, però expressa la necessitat que la llengua i la parla no estan tan separats. La parla no és tan individual i existeix un pas intermedi entre la parla i la llengua: la norma. La norma implica els usos habituals repetits en un determinat col·lectiu. És a dir, prenem trets lingüístics característics del nostre entorn. La norma es classifica en tres tipus i es manifesten en la pronunciació, el lèxic, la morfosintàctica delatant en la situació comuna en la qual ens trobem:
- Norma diatòpica: Criteri de caràcter espacial, els usos lingüístics normals i habituals en un conjunt geogràfic determinat. Guarda relació amb la dialectologia.
- Norma diastràtica: Criteri de caràcter social, usos lingüístics normals i habituals en un conjunt de trets socials en comú, com poden ser l'edat, el nivell econòmic, el sexe, etc. Guarda relació amb la sociolingüística.
- Norma diafàsica: Criteri de caràcter contextual, usos lingüístics normals i habituals que empren els parlants en determinades situacions comunicatives. Guarda relació amb la pragmàtica.

## Estructuralisme nord-americà
Als Estats Units, Leonard Bloomfield va desenvolupar la seva pròpia versió de l'estructuralisme lingüístic, coneguda com a distribucionalisme.